# Ken'ichirō Tanimoto
Ken'ichirō Tanimoto (谷本賢一郎?, Tanimoto Ken'ichirō; Sayō, 23 aprile 1974) è un musicista e cantante giapponese.
Nato a Sayo-gun, nel territorio urbano di Sayo-cho, nella prefettura di Hyōgo, diplomatosi al liceo prefetturale Tatsuno e in seguito laureatosi in scienze tessili alla Shinshu University. Il suo soprannome è Kessaku-kun .

## Biografia
Al secondo anno di liceo (il penultimo, secondo l'ordinamento scolastico giapponese), dopo aver ascoltato i Beatles si appassiona alla musica e decide di diventare un cantante.
Dopo essersi laureato all'Università Shinshu, ha lavorato per due anni per un produttore di condizionatori d'aria, in seguito è entrato nel mondo della musica a titolo professionale.
Dal 2004 al marzo 2014 ha fatto parte del gruppo umoristico The Newspaper.
Dal 2011 al 2016 è apparso nel programma per bambini della NHK " Hook Book Row ", in cui interpretava il commesso Kessaku Hirazumi, l'unico umano attorniato da cinque pupazzi.
Hook Book Row è un gioco di parole misto fra inglese e giapponese: era ambientato in una libreria (Book = libro), ma riprendeva il concetto di Fuku-bukuro (福袋, cioè Sacco fortunato, un tipo di svendita giapponese di fine stagione posta in un sacchetto della spesa di cui si ignora il contenuto).
Ai tempi della collaborazione con i The newspaper cantava canzoni di parodia politica ed era l'unico membro che faceva imitazioni.
Per interpretare Kessaku in "Hook Book Row" ha perso 14 chili.
È stato incaricato dalla scuola media di Jinsekikōgen, nella cittadina omonima nella prefettura di Hiroshima, di comporre l'inno ufficiale dell'istituto.

## Ruoli principali
- Hook Book Row ( NHK Educational TV, 28 marzo 2011 - 1 aprile 2016) - Kessaku Hirazumi

## Discografia

### Solista

#### Singoli
- Aka-tonbo/Aozora (21 dicembre 2006)
- Newspaper! Ippatsu gyakuten/Aozora (26 novembre 2008, Teichiku Entertainment, TECH-12199)
- Namae/Unjunu shima (8 giugno 2011, Try-Record, TRYN-1105)
- Namae (17 febbraio 2016, Teichiku Entertainment, TECH-13470)[4]

#### Album
- Namae (30 luglio 2014, mai music, MITK-0001)
- Utagoe o sagashite (16 agosto 2017, Teichiku Entertainment, TECH-20513)

### Membro di un gruppo

#### Singoli
- Doki doki! (17 aprile 2013, Teichiku Entertainment, TECH-12333), come membro di The Newspaper[5]

#### Album
- Bobobo-bo Bo-bobo - kore ga hanage! Hajike Matsuri Vocal Collection (23 aprile 2003, Scitron Digital Contents )[6]
- Chotto shin-kokyu (7 dicembre 2011, Warner Music Japan, WPCL-11009)
- Nonbiri ikōyo (10 ottobre 2012, Warner Music Japan, WPCL-11220)
- Ashita genki ni naare (22 maggio 2013, Warner Music Japan, WPCL-11414)
- Love o present (29 gennaio 2014, Warner Music Japan, WPCL-11703)
- Patto party! (5 novembre 2014, Warner Music Japan, WPCL-12003)
- Hook Book Row no Fuku-bukuro (16 settembre 2015, Warner Music Japan, WPCL-12224)